# Frittura

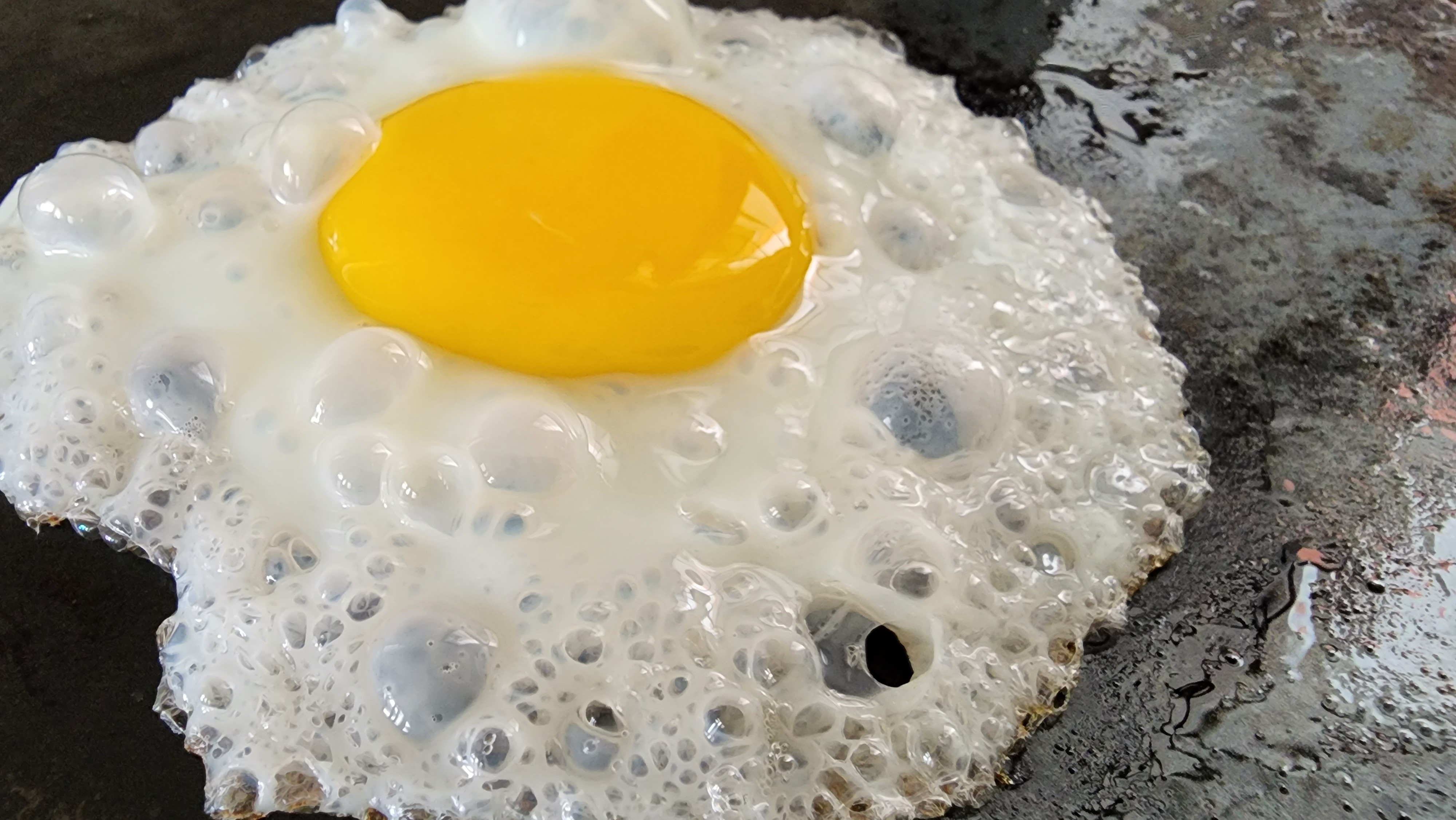
Frittura di un uovo in padella

Per frittura si intende il cuocere gli alimenti nei lipidi, cioè grassi animali oppure oli vegetali, caldi. I lipidi usati possono essere, a temperatura ambiente, solidi o liquidi.

## Storia

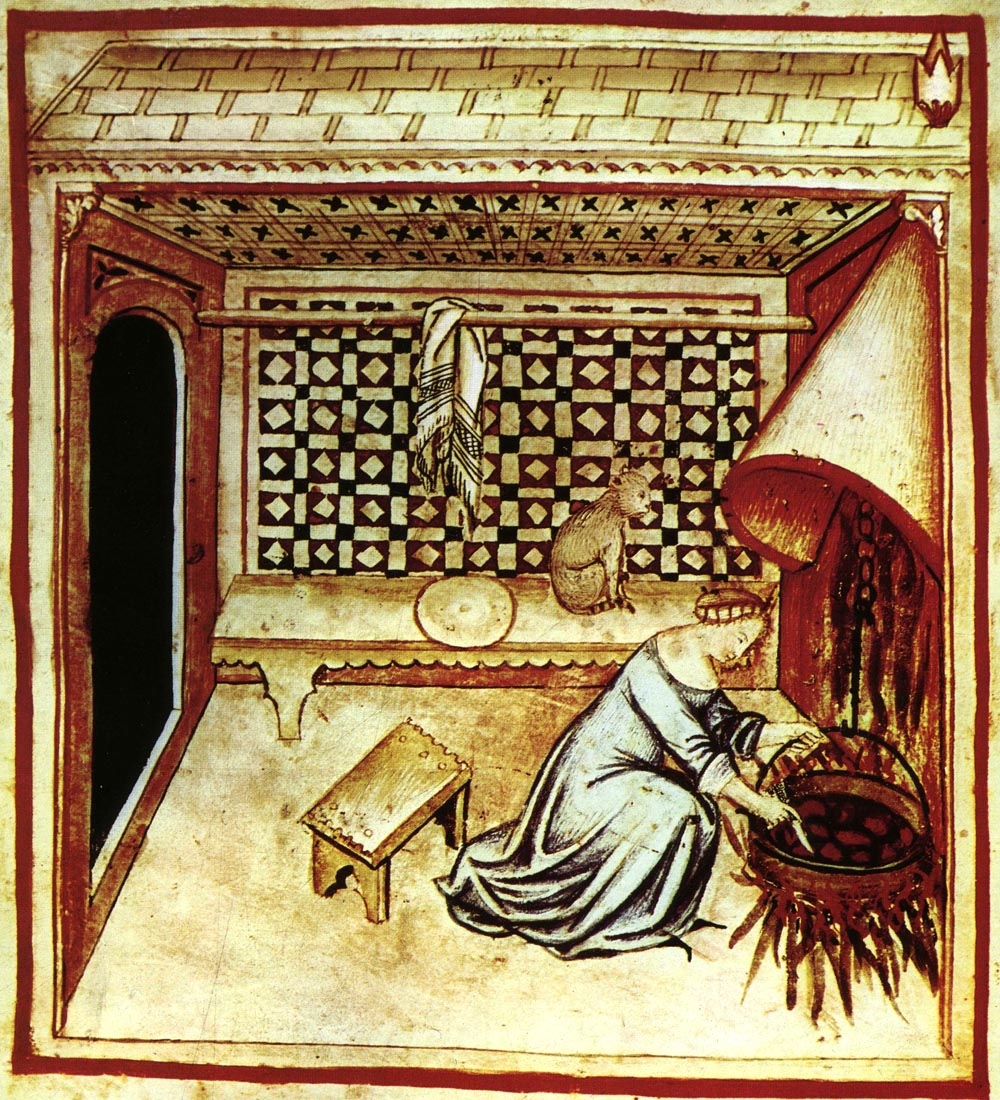
La frittura, Tacuinum sanitatis Casanatensis (XIV secolo)

La frittura è un metodo diffuso in tutto il mondo e usato già nel 2500 a.C. in Egitto. In tale paese, si usava olio vegetale generico. Già nell'antica Roma si friggevano i cibi, dolci o salati che fossero, solitamente nell'olio di oliva. Le frictilia, una ricetta del periodo, sono le probabili antenate delle attuali chiacchiere o bugie di carnevale. La maggior parte della popolazione consumava il pasto del mezzogiorno e diversi spuntini per strada, acquistando dalle varie bancarelle o da locali semi aperti vicini alla strada. Questi negozi, le cauponae e le tabernae, vendevano diversi cibi fritti, quali frittate, frittelle, salsicciotti. Esistevano inoltre le vere e proprie botteghe di friggitori, citati anche dal poeta Marziale.
Il fritto nell'antica Roma era prevalentemente in olio di oliva o strutto. Invece nel Medioevo e fino a tempi recenti ha prevalso quest'ultimo. Nel Nord Italia ha prevalso il burro per la ricchezza in allevamenti bovini.
Recentemente si usano anche materie grasse alimentari sottoposte a frazionamento, che permette di separarle in una parte solida e una liquida adatta anche a friggere (per esempio l'olio di palma bifrazionato) da sola o mescolata con altri oli; queste sostanze sono definite "prodotti per friggere" e non sono propriamente oli.
Dato l'alto contenuto in grassi, gli alimenti fritti vanno consumati con moderazione, soprattutto da chi ha problemi cardiovascolari e di fegato. La quantità di grasso assorbita durante la frittura varia da grasso a grasso e da cibo a cibo.

## Raccomandazioni
Durante la cottura per via del calore la materia grassa si ossida, cioè si deteriora, e può generare sostanze tossiche, soprattutto una volta superato il punto di fumo. Questa temperatura è diversa per ogni tipo di grasso.
Per questo motivo il grasso non va né usato troppo a lungo o per troppe fritture né rabboccato, altrimenti il grasso aggiunto si deteriora più rapidamente.
La resistenza e il deterioramento di un grasso alla cottura dipendono dalla sua composizione in acidi grassi: i grassi con una quantità maggiore di acidi grassi saturi sono più resistenti mentre quelli con acidi grassi polinsaturi sono meno resistenti. La differenza si fa notare soprattutto nelle fritture successive alla prima o nelle fritture prolungate. Quindi i grassi più sani per la frittura sono quelli con la maggiore quantità di acidi grassi monoinsaturi, non quelli con meno saturi o più polinsaturi che sono i più sani nel caso dell'ingestione (vedi la voce colesterolo).
Queste regole di base valgono naturalmente anche quando per friggere si usa l'olio. Al riguardo, non ce n'è un tipo migliore in assoluto. In generale, un olio è più resistente se contiene una quota maggiore di acidi grassi monoinsaturi. Una circolare del 1991 dell'allora Ministero della sanità raccomanda l'uso di oli a basso grado di insaturazione e oli monosaturi, come l'olio d'oliva, che ha un contenuto di acido oleico superiore a tutti gli altri e un punto di fumo abbastanza elevato.
Tuttavia, anche l'olio di semi di arachidi presenta un'alta resistenza ed è quindi raccomandato per una buona frittura. L'olio extravergine di oliva non è raffinato e ha di conseguenza una scorta di acidi grassi liberi superiore. Ciò lo rende ricco di sostanze pregiate, ma che ad alte temperature vengono degradate, assieme all’aroma, che tende a svanire.
Per tali ragioni, tranne a basse temperature o con una bassa acidità (ma le etichette non riportano il pH)* l'olio extravergine di oliva non è indicato per le fritture. Gli oli di semi di girasole, mais e soia tendono a deteriorarsi facilmente se esposti all’aria e ad alte temperature.
Quindi, l'olio di oliva (non extravergine) e quello di semi di arachidi, soprattutto per le preparazioni dolciarie, sono quelli migliori per friggere, grazie anche al punto di fumo adeguato.
- * il pH non ha attinenze con il grado di acidità dell'olio, inoltre l'olio extravergine è di per sé a bassa acidità.

## Tecniche di frittura
Le tecniche di frittura variano per la quantità di grassi richiesta, il tempo di cottura, il tipo di recipiente utilizzato e la manipolazione dei cibi. La rosolatura, la frittura al salto,  la frittura in padella, la frittura bassa e la frittura profonda sono tutte tecniche comuni di frittura.

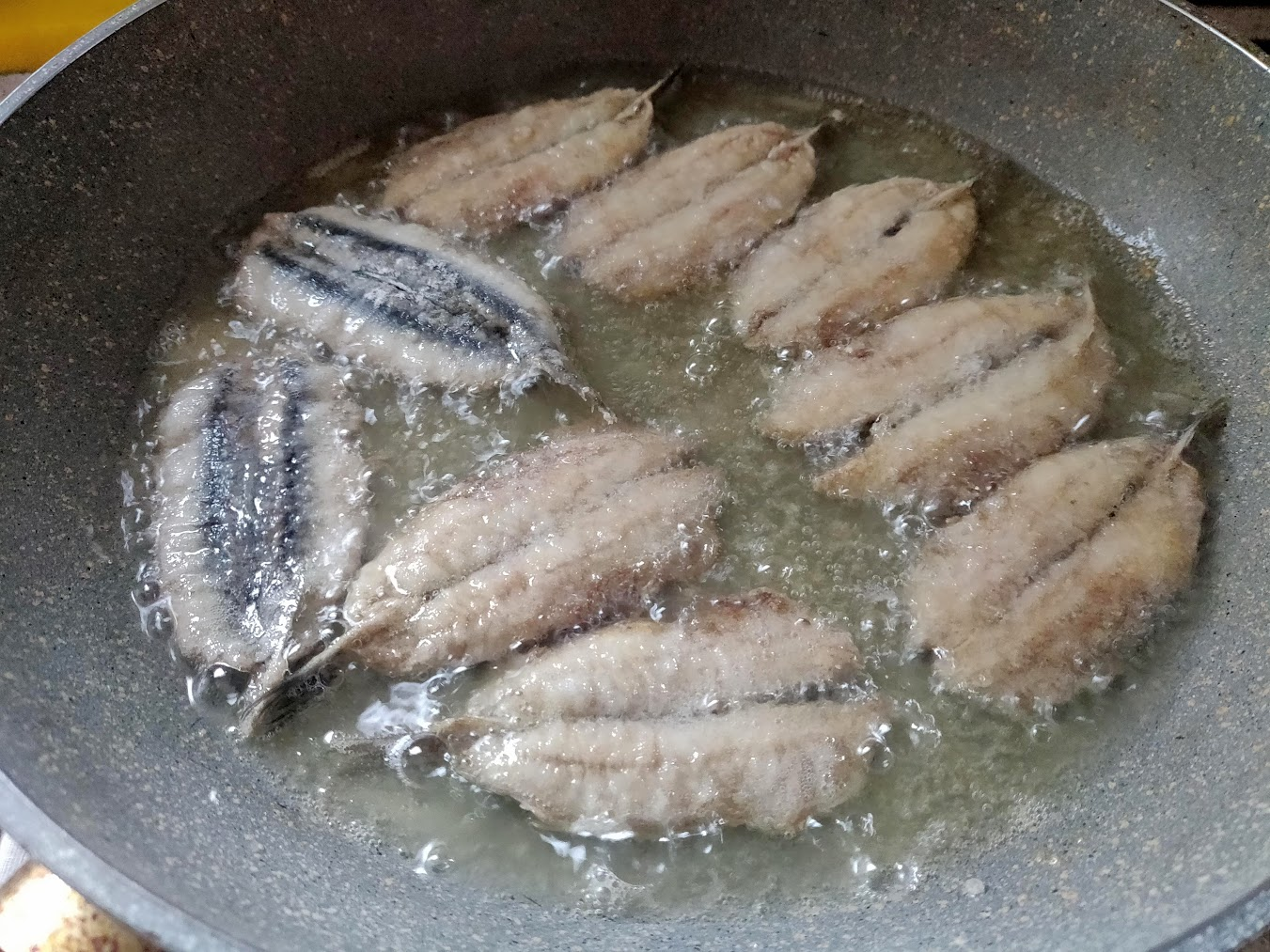
Frittura in padella di alici
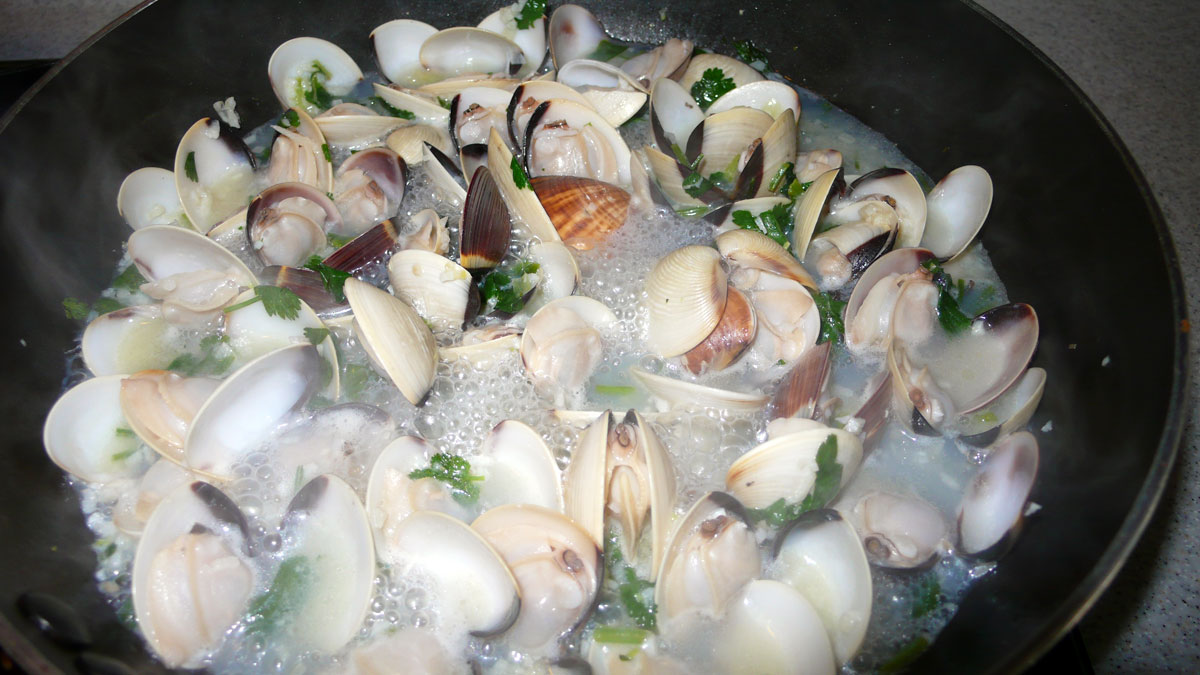
Rosolatura di vongole
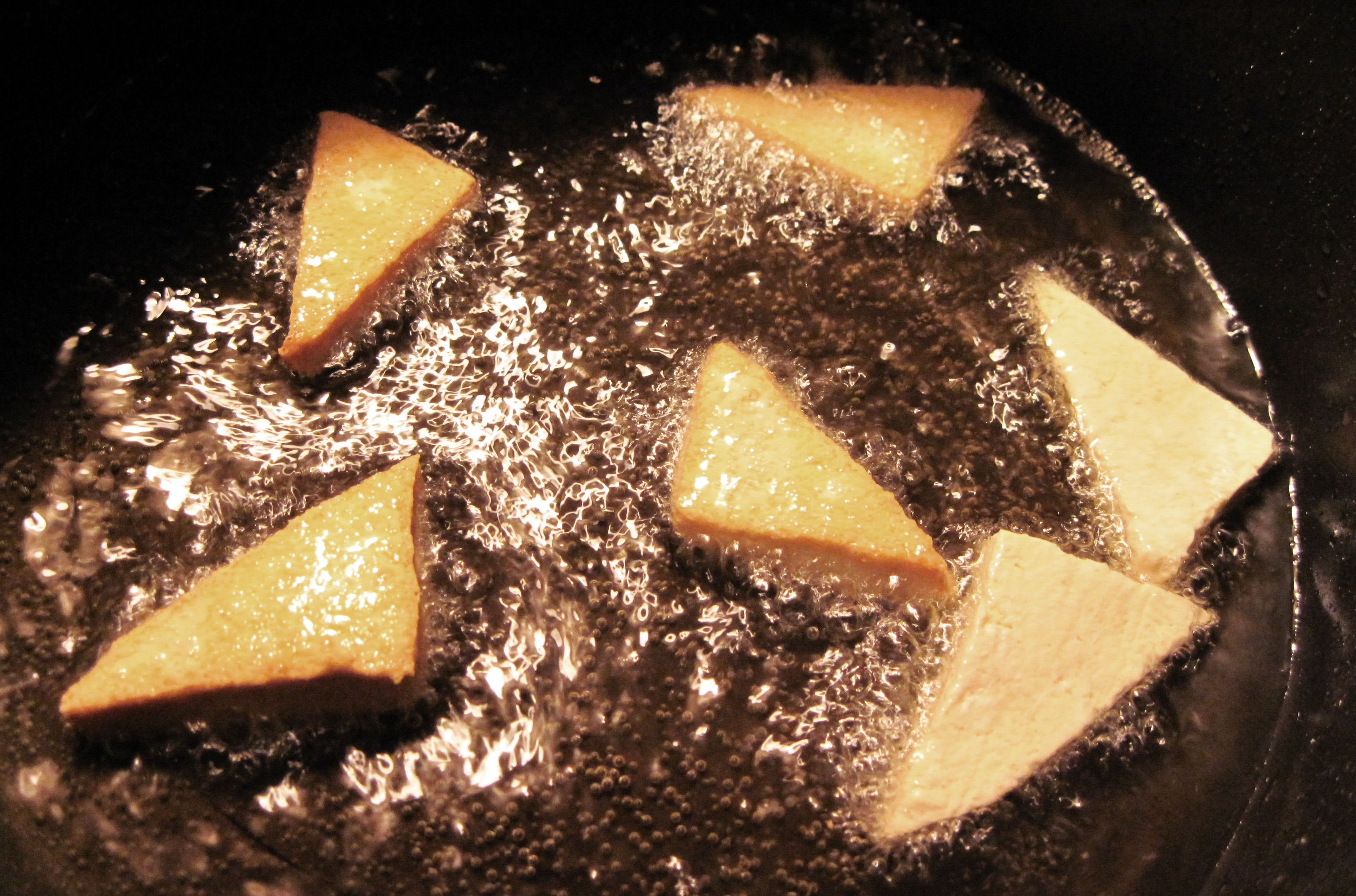
Fette triangolari di tofu fritte basse in olio di riso
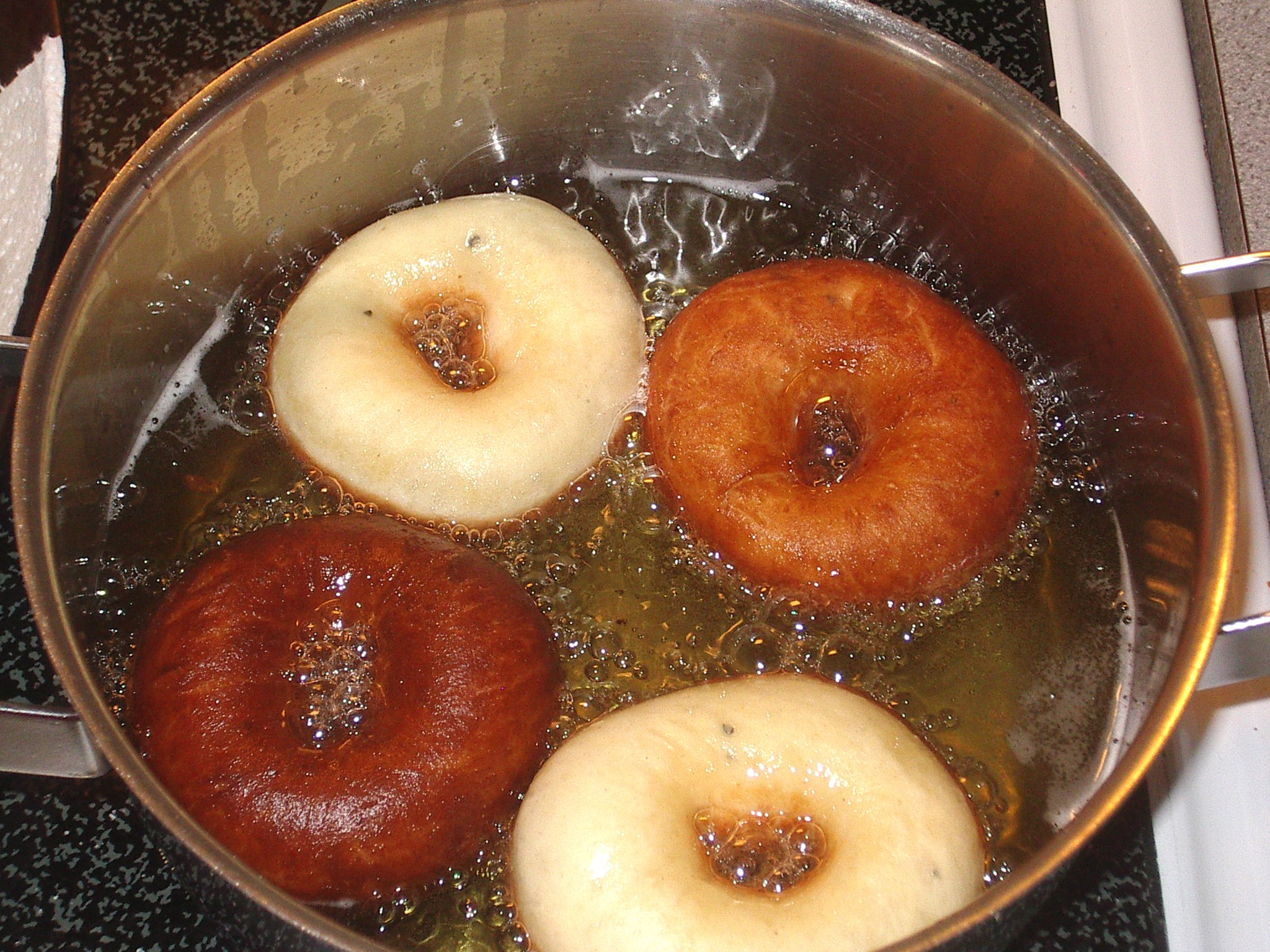
Smultring fritti in profondità

La frittura in padella, la rosolatura e la frittura al salto implicano la cottura dei cibi in uno strato sottile di grasso su una superficie bollente, come una padella, una piastra, un wok o un saltiere. La frittura al salto comporta di friggere rapidamente a temperature molto alte, rimescolando continuamente il cibo per evitare che si attacchi alla superficie di cottura e bruci.
La frittura bassa è un tipo di frittura in padella che usa solo la quantità di grasso sufficiente per immergere approssimativamente da un terzo alla metà di ciascuna porzione di cibo; il grasso usato con questa tecnica si usa tipicamente una volta sola. La frittura profonda, d'altro canto, implica immergere totalmente il cibo nell'olio bollente, che viene normalmente rabboccato e usato varie volte prima di essere eliminato. La frittura profonda di solito è un processo molto più elaborato e può richiedere l'uso di oli specializzati per risultati ottimali.
La frittura profonda è ora la base di una industria mondiale molto vasta e in rapida espansione. I prodotti fritti richiamano consumatori in tutte le fasce di età e virtualmente in tutte le culture, il processo è rapido, può essere reso facilmente continuo per la produzione di massa e il cibo emerge sterile e asciutto, con una vita di scaffale relativamente lunga. I prodotti finali possono essere facilmente impacchettati per la conservazione e la distribuzione. Esempi sono le patate fritte espresse e imbustate, le noci, le ciambelle fritte, le fettuccine istantanee, ecc.